# 美女と野獣 (2014年の映画)
『美女と野獣』（びじょとやじゅう、仏: La Belle et la Bête）は、2014年のフランス・ドイツのファンタジー映画。
監督はクリストフ・ガンズ、出演はレア・セドゥとヴァンサン・カッセルなど。
フランスの童話『美女と野獣』を本国フランスで実写映画化した作品である。
第64回ベルリン国際映画祭でコンペティション外上映され、第27回ヨーロッパ映画賞の観客選考最優秀映画賞にノミネートされた。また、第40回セザール賞で3部門にノミネートされ、プロダクション・デザイナー賞を受賞している。

## ストーリー
ある家庭で、母親が子供たちを寝かしつけるために物語を読み聞かせる。
主人公のベルは裕福な商人である父親と三人の兄、双子の姉と共に暮らしていたが、父親の所有する船が嵐で遭難し一家は破産してしまう。一家は田舎に引き籠り貧困生活を送るが、ベルは「放蕩三昧の兄や、婿探しに夢中で留守がちだった姉と毎日過ごすことが出来る」と満足していた。1か月後、港に父親の船が打ち上げられたという知らせが届き、父親は長男のマキシムと共に港に向かう。しかし、打ち上げられた船は借金のカタとして差し押さえられてしまい、マキシムは父親を置いてどこかに行ってしまう。父親はマキシムを探して彼の行き付けだった酒場に向かうが、そこにはマキシムに借金を踏み倒されたペルデュカスがいた。ペルデュカスに身ぐるみを剥がされそうになった父親は、酒場を逃げ出し家に戻ろうとするが、吹雪に遭い森で遭難してしまう。
気が付くと、父親はバラに覆われた古城にたどり着いていた。城内に入ると、そこには温かい食事と子供たちに頼まれた土産物が用意されている。父親は食事を口にしたあと、土産物を手に家に戻ろうとするが、ベルに頼まれていたバラがないことに気付く。父親は庭園に生えていたバラを摘み取るが、それを見た野獣が襲い掛かって来る。野獣はバラを盗んだ罪で父親を殺そうとするが、1日の猶予を与え父親を解放する。父親は家に戻り子供たちに別れを告げるが、ベルは家を飛び出し、父親の身代わりとなるために一人で古城に向かう。古城に着いた彼女に対し、野獣は高価なドレスを贈り「城内を自由に散策して良い」と告げ何の危害も加えなかった。その夜ベルは夢の中で、古城の主だった王子と婚約者の王女の夢を見る。
翌日、ベルは城外の森を散策し、そこで夢の中で見た王女の墓を見つける。夢の中の王女が実在する人物だと知ったベルは、夢の真相と野獣の正体に興味が湧き城内を探索し始め、次第に野獣に惹かれていく。一方の野獣もベルの優しさに好意を抱くようになる。暫くしたある日、ベルは「家族に一目会いたい」と懇願し、野獣は1日だけ家族の元に戻る許可を与え、万が一のためとして魔法の水を持たせる。
家に戻ったベルは、父親が病気になったと聞かされ、父親の看病に当たる。一方、ベルのドレスから宝石を見つけたマキシムは、借金を返すため弟のジャン＝バチストと共に古城に向かう。ベルは父親の側で眠りにつき、再び王子と王女の夢を見る。王子は王女との約束を破り、黄金の雌鹿を仕留める。止めを刺そうと王子が近付くと、雌鹿は王女に姿を変える。実は王女の正体は森の精で、王女に姿を変え王子との愛を育んでいたのだ。王女は父親である森の神に「王子を許して欲しい」と告げ息絶えるが、森の神は王子を許さず、後悔の念に苛まれる王子と王国に呪いをかける。王国はバラに覆われ、王子は野獣に姿を変えられてしまう。
目を覚ましたベルは野獣の真実を知り、彼のもとに戻ろうとする。そのとき兄のトリスタンからマキシムとジャン＝バチストが古城に向かったと聞かされ、急いで野獣のもとに向かう。一方、マキシムとジャン＝バチストはペルデュカスと出くわし、彼と共に古城に向かうことになる。王国にたどり着いたペルデュカスたちは古城に向かうが、ペルデュカスの恋人アストリッドは王女の霊に諭され引き返すよう説得する。しかし、ペルデュカスはそれを聞き入れず城内で宝石を略奪する。それを見た野獣は怒り、巨大な石像に変えられた衛兵たちを呼び起こしペルデュカスたちに襲い掛かる。野獣はマキシムとジャン＝バチストを殺そうとするが、そこにベルが現れ止めるように説得する。ペルデュカスはベルを人質にして逃げようとするが、激怒した野獣に殺されそうになり、野獣を黄金の矢（かつて王子が雌鹿を射た矢）で刺す。その途端、王国が崩壊し始め、ベルたちは野獣を救うため城内の魔法の泉に向かう。逃げ出そうとしたペルデュカスとアストリッドは崩壊に巻き込まれ死んでしまう。野獣は手当の甲斐なく死んでしまうが、ベルの「愛している」という言葉で息を吹き返し王子の姿に戻り、同時に王国の崩壊も止まる。
物語を読み終えた母親に対し、子供たちはベルたちのその後を聞く。母親は「兄たちは印刷所を経営し、姉たちは双子の兄弟と結婚し、父親は花屋になった」と答えると、眠りについた子供たちを後に部屋を出る。部屋の外では、物語に登場した商人である父親が椅子でうたた寝をし、家の外では野獣だった男が働いている。母親になっていたベルは、夫になった王子のもとに笑みを浮かべ歩み寄っていく。

## キャスト
※括弧内は日本語吹替
- ベル: レア・セドゥ（渋谷はるか）
- 野獣 / 王子: ヴァンサン・カッセル（山路和弘）
- 商人: アンドレ・デュソリエ（塾一久） - ベルの父親。
- ペルデュカス: エドゥアルド・ノリエガ（斉藤次郎） - ならず者。
- アストリッド: ミリアム・シャルラン（フランス語版）（早川舞） - ペルデュカスの恋人。占い師。
- アンヌ: オードレイ・ラミー（水野ゆふ） - ベルの姉。クロチルドとは双子。
- クロチルド: サラ・ジロドー（フランス語版）（斎藤恵理） - ベルの姉。アンヌとは双子。
- ジャン＝バチスト: ジョナサン・ドマルジェ（フランス語版）（小林親弘） - ベルの兄。次兄。
- マキシム: ニコラ・ゴブ（フランス語版）（田村真） - ベルの兄。長兄。
- トリスタン: ルーカ・メリアーヴァ（須藤翔） - ベルの兄。三兄。
- プリンセス: イボンヌ・カッターフェルト（ドイツ語版）（甲斐田裕子）

## 製作
本作では原作小説の『美女と野獣』においてさえ触れられなかった「なぜ王子は野獣に身を落としたのか」という野獣の過去に焦点が当てられている。ジャン・コクトーの『美女と野獣』について、監督のクリストフ・ガンズは「尊敬している」とした上で「コクトーのリメイクではなく、おとぎ話の新しい形を映画化したかった」と語った。
ガンズは本作の製作理由に「おとぎ話の普遍性」を挙げた。その上で「ヴィルヌーヴ夫人の原作を元に、人間と自然の関係を描いた」と述べ、宮崎駿作品に影響を受けたことを明らかにした。また、本作の巨人の描写は『大魔神怒る』にオマージュを捧げている他、バラに覆われた城は『MEMORIES』の「彼女の想いで」をイメージしている。

## 公開
日本では11月1日に全国154スクリーンで公開され、1日・2日の2日間で興行収入1億6707万7800円、観客動員13万6028人を記録し、映画動員ランキング第3位となった。12月7日までの1カ月間で興行収入10億235万8200円、観客動員76万9122人を記録し、日本語吹き替え版の上映が急遽決定した。最終興行収入11億円を記録した。

## 批評
フランスでは高い評価を受けている。フランス・テレビジョンはマックスフィールド・パリッシュを連想させる背景の色彩とコントラストと、マリオ・バーヴァとツイ・ハークの映画と比較したビジュアルスタイルを高く評価し、「ガンズが製作した中で最高の作品」と評価した。また、ガンズが原作の精神を維持しながら、原作とそれまでの映像作品との違いを表現したと指摘している。EcranLargeのローラン・ペチャは「映画は完璧ではありませんが、とても野心的な映画でした」と批評し、セドゥとカッセルの演技を称賛した。TF1のオリヴィエ・コリーズは五つ星満点中四つ星を与え、「これまで何度も指摘されたように、『美女と野獣』に現代的解釈を加えることは容易ではありませんでした。しかし、ガンズは華やかさではなく、観客が近付き易い映画を作った」と批評し、セドゥの「優しさ」、カッセルの「凶暴さと弱さ」の演技を称賛した。
一方、海外での評価は低いものとなっており、ビジュアルとプロダクション・デザインは評価されたものの、ストーリーについては酷評されている。Rotten Tomatoesでは18件のレビューが寄せられ、支持率33%、平均評価4.6/10点となっている。Metacriticでは10件のレビューが寄せられ、39点の評価となってといる。IndieWireのジェシカ・キアングは「非常に退屈」と酷評し、セドゥは「"胸を見せて物事に対峙する"よりもマシな役を演じる機会を無駄にした」と批評している。

## テレビ放送
2017年5月19日、日本テレビ系列の『金曜ロードSHOW!』で地上波初放送、2019年1月26日（25日深夜）1:34 - 3:24、朝日放送テレビで放送。